# Communauté de communes de Sainte-Maure-de-Touraine
La Communauté de communes de Sainte-Maure-de-Touraine est une ancienne communauté de communes française, située dans le département d'Indre-et-Loire et la région Centre-Val de Loire.

## Géographie

### Composition
Elle est composée des douze communes suivantes du canton de Sainte-Maure-de-Touraine:
| Nom                          | Code Insee | Gentilé         | Superficie (km2) | Population (dernière pop. légale) | Densité (hab./km2) |
| ---------------------------- | ---------- | --------------- | ---------------- | --------------------------------- | ------------------ |
| Nouâtre (siège)              | 37174      | Nouâtrais       | 9,65             | 825 (2014)                        | 85                 |
| Antogny-le-Tillac            | 37005      |                 | 17,31            | 517 (2013)                        | 30                 |
| Maillé                       | 37142      | Mailletais      | 15,67            | 582 (2014)                        | 37                 |
| Marcilly-sur-Vienne          | 37147      | Marcillois      | 10,99            | 544 (2014)                        | 49                 |
| Neuil                        | 37165      | Neuillois       | 18,82            | 446 (2014)                        | 24                 |
| Noyant-de-Touraine           | 37176      | Noyantais       | 13,74            | 1 179 (2014)                      | 86                 |
| Ports-sur-Vienne             | 37187      | Portais         | 11,01            | 354 (2014)                        | 32                 |
| Pouzay                       | 37188      |                 | 14,07            | 840 (2014)                        | 60                 |
| Pussigny                     | 37190      | Pussinois       | 8,48             | 175 (2014)                        | 21                 |
| Saint-Épain                  | 37216      | Saint-Épinois   | 62,65            | 1 569 (2014)                      | 25                 |
| Sainte-Catherine-de-Fierbois | 37212      |                 | 15,49            | 728 (2014)                        | 47                 |
| Sainte-Maure-de-Touraine     | 37226      | Sainte-Mauriens | 40,41            | 4 328 (2014)                      | 107                |

## Historique
- 13 décembre 2002 : création de la communauté de communes
- 1er janvier 2017 : regroupent avec deux autres communautés de communes au sein de la nouvelle communauté de communes Touraine Val de Vienne, à l'exception de la commune de Sainte-Catherine de Fierbois, qui rejoint la communauté de communes Touraine Vallée de l'Indre.

## Démographie
La communauté de communes de Sainte-Maure-de-Touraine comptait 12 253 habitants (population légale INSEE) au 1er janvier 2007. La densité de population est de 49 hab./km2.

### Évolution démographique
| 1968   | 1975   | 1982   | 1990   | 1999   | 2007   | - | - | - |
| ------ | ------ | ------ | ------ | ------ | ------ | - | - | - |
| 11 218 | 10 959 | 11 197 | 11 244 | 11 456 | 12 253 | - | - | - |

### Pyramide des âges
| Hommes | Classe d’âge | Femmes |
| ------ | ------------ | ------ |
| 0,5    | 90 ans ou +  | 1,8    |
| 8,5    | 75 à 89 ans  | 12,2   |
| 14,4   | 60 à 74 ans  | 14,5   |
| 21,4   | 45 à 59 ans  | 20     |
| 21,1   | 30 à 44 ans  | 20     |
| 14,4   | 15 à 29 ans  | 13,6   |
| 19,7   | 0 à 14 ans   | 17,8   |

| Hommes | Classe d’âge | Femmes |
| ------ | ------------ | ------ |
| 0,5    | 90 ans ou +  | 1,4    |
| 6,8    | 75 à 89 ans  | 9,8    |
| 13,1   | 60 à 74 ans  | 13,9   |
| 20,7   | 45 à 59 ans  | 20,1   |
| 20,4   | 30 à 44 ans  | 19,3   |
| 19,6   | 15 à 29 ans  | 19,1   |
| 18,8   | 0 à 14 ans   | 16,4   |

## Politique communautaire

### Représentation

#### Présidents de la communauté de communes
| Période | Période  | Identité     | Étiquette | Qualité                   |
| ------- | -------- | ------------ | --------- | ------------------------- |
| 2002    | ...      |              |           |                           |
| ...     | en cours | Serge Moreau |           | Maire d'Antogny-le-Tillac |

### Compétences
- Développement économique
- Aménagement de l'espace communautaire
- Tourisme
- Création, aménagement et entretien des voiries d'intérêt communautaire
- Politique du logement et cadre de vie
- Création, gestion et entretien des aires d'accueil des gens du voyage
- Élimination et valorisation des déchets des ménages et assimilés
- Développement culturel, sportif et qualité de vie
- Action sociale
- Transport
- Élaboration et suivi des politiques contractuelles

### Identité visuelle
|  | Logo de la Communauté de Communes |

## Pour approfondir

## Sources
- Le splaf - (Site sur la Population et les Limites Administratives de la France)
- La base aspic - (Accès des Services Publics aux Informations sur les Collectivités)